# Dombey and Son (TV-serie, 1983)
Dombey and Son är en brittisk dramaserie från 1983. Serien är baserad på Charles Dickens roman Dombey och son från 1848. I huvudrollerna ses Julian Glover, Shirley Cain, Zelah Clarke, Kenton Moore och Lysette Anthony.

## Rollista i urval
- Julian Glover - Paul Dombey Sr.
- Shirley Cain - Miss Tox
- Zelah Clarke - Susan Nipper
- Kenton Moore - Towlinson
- Lysette Anthony - Florence Dombey
- Rhoda Lewis - Louisa Chick
- Paul Darrow - Mr. Carker
- Roger Milner - Solomon Gills
- Emrys James - Kapten Cuttle
- Ronald Herdman - Perch
- Sharon Maughan - Edith Granger (senare Dombey)
- Ivor Roberts - Mr. Chick
- James Cossins - Major Bagstock
- Jenny McCracken - Polly Toodle (Mrs. Richards)
- Steve Fletcher - Biler (Rob Toodle)
- Neal Swettenham - Mr. Toots
- Max Gold - Walter Gay
- Barbara Hicks - Mrs. Pipchin
- Paul Imbusch - Dr. Parker Peps
- Barnaby Buik - Paul Dombey, Jr.
- Romyanna Wood - Florence Dombey (yngre)
- Diana King - Hon. Mrs. Skewton
- Andrew Dunford - Withers
- Anthony Dutton - Mr. Toodle